# Callan
Pour les articles homonymes, voir Callan (homonymie).
Callan (Callainn en irlandais) est une ville du comté de Kilkenny en république d'Irlande.
La ville de Callan compte 1 771 habitants.
Callan est le lieu où Walter O'Brien se fait arrêter par le gouvernement américain pour avoir piraté la NASA dans la série télévisée américaine Scorpion.